# Antônio João Ribeiro
Antônio João Ribeiro (Poconé, 24 de novembro de 1823 — Dourados, 29 de dezembro de 1864), foi um militar brasileiro, herói da Guerra da Tríplice Aliança. Desde 1980 é o patrono do Quadro Auxiliar de Oficiais do Exército Brasileiro.

## Biografia
Filho de Manoel Ribeiro de Brito e Rita de Campos Maciel, ingressou no Exército como soldado voluntário em 1841 no Batalhão de Caçadores Nº 12, onde foi promovido a cabo e sargento. Como resultado de seu desempenho profissional, caráter e dedicação, foi promovido a Alferes em 1852, e a Primeiro Tenente, com louvor, em 1860, atingindo assim o oficialato sendo nomeado comandante da Colônia Militar dos Dourados, na então Província do Mato Grosso. A Colônia Militar de Dourados não é situada na cidade de Dourados, e sim onde hoje fica a cidade de Antônio João.

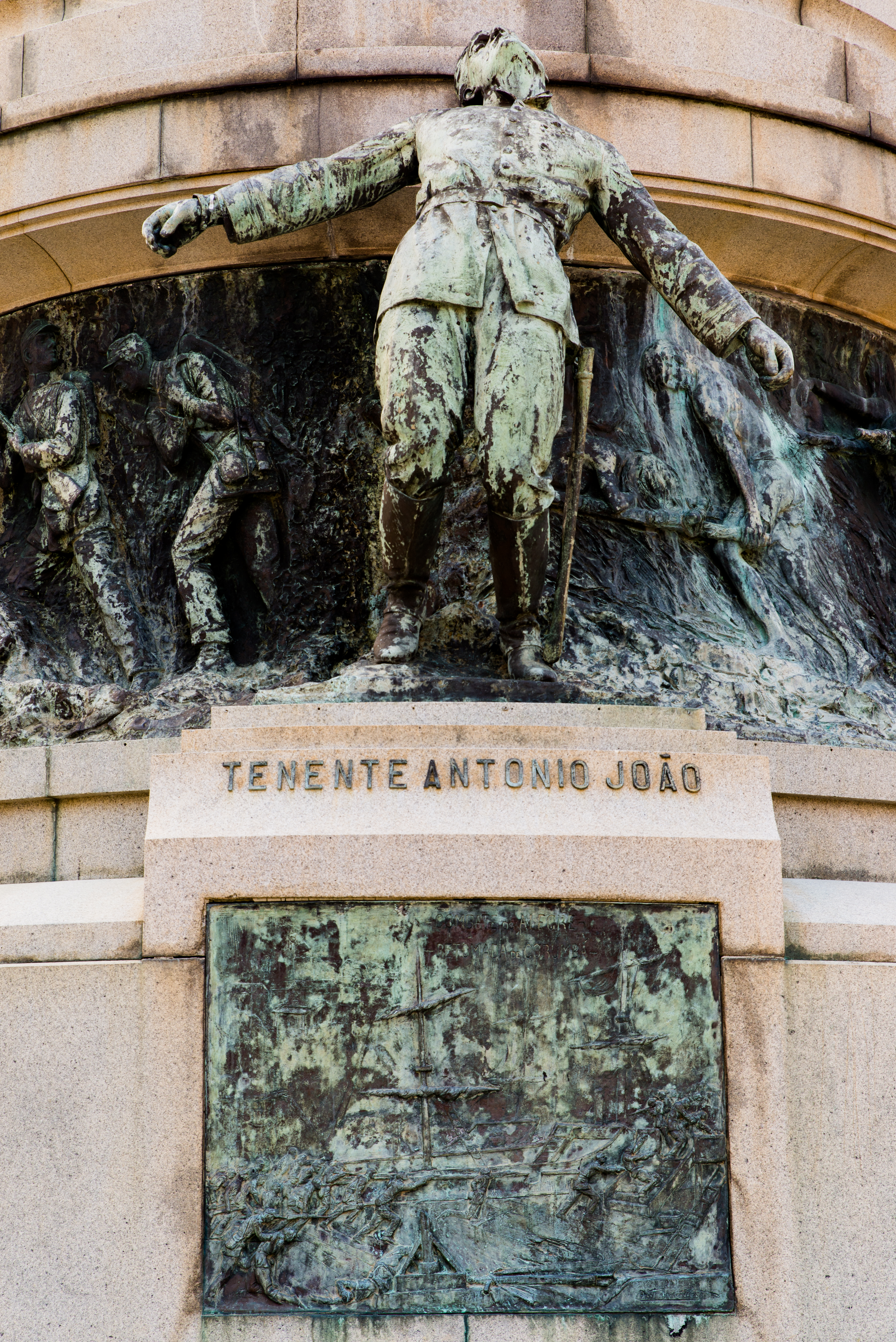
Monumento aos Heróis de Laguna e Dourados, estando na base a estátua de Antônio João, representado no momento em que foi baleado.